# ال‌پی‌سی (زبان برنامه‌نویسی)
زبان برنامه‌نویسی ال‌پی‌سی (به انگلیسی: LPC) (کوتاه شده Lars Pensjö C) از دسته زبان‌های برنامه‌نویسی شی گرا است.
زبان LPC از C مشتق شده و توسط Lars Pensjö توسعه یافته و برای ساخت MUD بر روی LPMudها مورد استفاده قرار می‌گرفته‌است. اگر چه این زبان برای ساخت بازی طراحی شده بود ولی انعطاف بالایش موجب شد تا برای اهداف متفاوتی از جمله ساخت زبان برنامه‌نویسی Pike استفاده شود.
سینتکس این زبان جزو خانواده سی قرار می‌گیرد. زبان‌های برنامه‌نویسی سی و سی++ بیشترین تأثیر را در ساخت این زبان داشته‌اند.

## تاریخچه و اهداف اصلی
ال‌پی‌سی برای اولین بار در اواخر دهه 1980 و اوایل دهه 1990 برای ساخت و توسعه سیستم‌های LPMud (یک نوع محیط چندنفره آنلاین) طراحی شد. MUD یا Multi-User Dungeon به بازی‌های آنلاین متنی اشاره دارد که در آن کاربران می‌توانند در یک دنیای مجازی با یکدیگر تعامل کنند. زبان ال‌پی‌سی به‌ویژه برای مدیریت دنیای مجازی این بازی‌ها و توسعه بازی‌های چندنفره در این محیط‌ها مورد استفاده قرار گرفت.
ال‌پی‌سی به‌طور خاص برای مدیریت دنیای پیچیده و ویژگی‌های مختلف در بازی‌های MUD طراحی شد و به برنامه‌نویسان این امکان را داد که به راحتی ویژگی‌های جدید را به بازی اضافه کنند، از جمله تعاملات میان کاربران، ساخت دنیاهای مجازی و مدیریت حالت‌های مختلف بازی.

## ویژگی‌ها و مشخصات زبان
ال‌پی‌سی از زبان برنامه‌نویسی C الهام گرفته و سینتکس آن به خانواده زبان‌های C تعلق دارد. این زبان علاوه بر قدرت انعطاف‌پذیری بالای خود، از ویژگی‌های شی‌گرا نیز برخوردار است. ویژگی‌های مهم این زبان عبارتند از:
1. شی‌گرایی: ال‌پی‌سی از مفاهیم شی‌گرایی پشتیبانی می‌کند، از جمله کلاس‌ها، اشیاء و وراثت. این ویژگی‌ها موجب شده تا برنامه‌نویسان بتوانند سیستم‌های پیچیده‌تری را با استفاده از مفاهیم شی‌گرا پیاده‌سازی کنند.
2. زبان سطح بالا: زبان ال‌پی‌سی به برنامه‌نویسان این امکان را می‌دهد که بدون نیاز به نگرانی‌های پیچیده سطح پایین سیستم‌های بازی را پیاده‌سازی کنند.
3. انعطاف‌پذیری: این زبان به دلیل طراحی انعطاف‌پذیر خود به راحتی می‌تواند برای اهداف مختلف استفاده شود. به عنوان مثال، زبان برنامه‌نویسی Pike که خود یک زبان برنامه‌نویسی قدرتمند است، بر پایه ال‌پی‌سی توسعه یافته است.
4. پشتیبانی از توزیع‌پذیری: به‌ویژه در محیط‌های بازی‌های آنلاین، ال‌پی‌سی به‌خوبی از توزیع‌پذیری و گسترش‌پذیری پشتیبانی می‌کند و امکان افزودن ویژگی‌های جدید به‌طور مداوم را فراهم می‌آورد.

## تأثیرات و کاربردها
اگرچه ال‌پی‌سی در ابتدا برای توسعه MUD‌ها طراحی شده بود، اما انعطاف بالای این زبان باعث شد تا برای اهداف دیگر نیز مورد استفاده قرار گیرد. یکی از این اهداف توسعه زبان برنامه‌نویسی Pike بود. Pike در واقع به عنوان یک زبان برنامه‌نویسی تکامل یافته از ال‌پی‌سی به‌وجود آمد و بسیاری از ویژگی‌های مشابه با ال‌پی‌سی را دارا است، اما با پشتیبانی بهتر از مدرن‌ترین ویژگی‌های زبان‌های برنامه‌نویسی.
ال‌پی‌سی علاوه بر استفاده در ساخت بازی‌های آنلاین، به‌ویژه در دنیای MUD، در محیط‌های مختلفی از جمله توسعه نرم‌افزارهای توزیع‌شده و حتی برخی از سیستم‌های برنامه‌نویسی دیگر مورد استفاده قرار گرفت.

## سینتکس و شباهت‌ها با C و ++C
سینتکس زبان ال‌پی‌سی تا حد زیادی شبیه به زبان‌های C و ++C است. این مشابهت به برنامه‌نویسانی که با زبان‌های C و C++ آشنایی دارند، کمک می‌کند تا به راحتی وارد دنیای برنامه‌نویسی ال‌پی‌سی شوند. از جمله ویژگی‌های سینتکسی زبان ال‌پی‌سی می‌توان به موارد زیر اشاره کرد:
- استفاده از آکولاد‌ها برای مشخص کردن بلوک‌های کد (مانند C و ++C).
- تعریف متغیرها و توابع مشابه به زبان‌های C و ++C.
- ساختارهای کنترلی مشابه زبان‌های C و ++C مانند if، else، while و for.

## جمع‌بندی
ال‌پی‌سی یک زبان برنامه‌نویسی قدرتمند و انعطاف‌پذیر است که ابتدا برای ساخت بازی‌های آنلاین چندنفره طراحی شد، اما ویژگی‌های شی‌گرای آن موجب استفاده گسترده‌تر در پروژه‌های مختلف شد. با سینتکس مشابه C و++C و پشتیبانی از مفاهیم شی‌گرایی، ال‌پی‌سی هم‌چنان در برخی از سیستم‌های قدیمی MUD و حتی در توسعه زبان‌های جدیدتر مانند Pike استفاده می‌شود. به همین دلیل، این زبان نقش مهمی در تاریخچه زبان‌های برنامه‌نویسی دارد و همچنان در برخی زمینه‌های خاص مورد استفاده قرار می‌گیرد.